# AS 15 TT
Les missiles AS 15 et AS 15 TT (« Tout Temps ») sont des missiles antinavires français. Comme leur rival, le Sea Skua, ils ont été conçus pour remplacer le missile AS 12.

## Développement
Dans les années 1970, la société Aerospatiale démarra deux programmes permettant d'évaluer de potentiels remplaçants du missile AS 12. Les résultats de ces études furent les missiles AS 15 TT, guidé par radar, et l'AM 10 LASSO (Light anti-surface semi-automatic optical) filoguidé, présentés au public respectivement en 1976 et 1977. Le développement de l'AM 10 fut stoppé en 1978, quand il apparut évident que le missile à guidage optique disposait d'un potentiel plus limité que celui guidé par un radar.
Le premier essai de tir réel fut effectué en 1981. L'intégration du système sur hélicoptère commença en 1982 et fut achevée au deuxième semestre 1983. Le développement dans son ensemble fut terminé en juin 1985.
Une version employée depuis les navires, désignée MM 15 fut présentée au salon aéronautique de Farnborough de 1984, puis en 1992, au salon aéronautique de Singapour. Des essais de tirs furent menés en 1993. Une version de défense côtière a également été présentée par Aerospatiale.
Le missile entra en service en 1985, en Arabie saoudite, et un total de 306 missiles fut produit, tous clients confondus.

## Caractéristiques
Le missile est constitué d'un long fuselage cylindrique, se terminant par un nez pointu et doté de quatre plans disposés selon un arrangement cruciforme. Chacune de ces ailettes disose en son bout d'un récepteur radar ou d'une batterie. Regardant de l'avant vers l'arrière, on trouve en premier la charge militaire, suivi de sa fusée à déclenchement par impact et des mécanismes d'armement et de sécurité. Après, se trouvent le pilote automatique, l'altimètre, les gyroscopes, les récepteurs radar et une batterie. Ensuite se trouve le moteur-fusée à carburant solide SNPE Acis CDB, assurant le vol de croisière, dont les gaz chauds de combustion sont expulsés par une petite tuyère en position centrale. Derrière ce moteur se trouvent les deux accélérateurs à carburant solide SNPE Anubis CMDB, dont les gaz sont éjectés par des tuyères plus larges. Dans la partie arrière du dessous du fuselage est placé un altimètre radar, alors que les quatre plans de contrôle sont situés au bout du missile.
Le guidage du missile, qui est en fait un radio-guidage, le missile ne possédant pas de radar. Il est guidé selon les commandes reçues par le radar de guidage Thomson-CSF Agrion 15 de l'hélicoptère tireur,, travaillant en bandes I et J. Lorsque ce dispositif repère et identifie une cible correcte, il bascule instantanément en poursuite automatique. Une fois la cible arrivée à portée du missile, ce dernier est tiré, accéléré par ses deux boosters à une vitesse de 280 m/s. Il descend alors immédiatement à une altitude de 3 à 5 m et le propulseur de croisière est allumé. Les trois moteurs ont un temps de fonctionnement combiné d'environ 45 s.
Les corrections de route sont indiquées au missile par le radar Agrion 15, via les récepteurs installés sur deux des quatre ailes de sustentation du missile. Ces récepteurs, de nature directionnelle, pointent vers l'arrière du missile, afin de rester en vue du radar qui indique la route à suivre. Cette solution technique rend le brouillage de la liaison hélicoptère-missile particulièrement difficile. Lors de sa phase d'approche terminale, alors qu'il ne reste que 300 m à parcourir, le missile descend à seulement 2 m de la surface de l'eau. Sa charge militaire permet de percer une coque de 40 cm d'épaisseur.
Le radar Agrion 15 est capable de détecter un navire de grandes dimensions à une distance de 150 km et un navire d'attaque plus petit à environ 100 km.

## Carrière opérationnelle
L'AS 15 TT était assez similaire au Sea Skua britannique et pour cause : les deux étaient censés remplacer l'AS 12. Les deux étaient des armes antinavire de petites dimensions, et jusqu'à quatre exemplaires pouvaient être emportés par des hélicoptères Lynx ou Dauphin (ou sa variante militaire, le Panther),. L'AS 15 TT, avec sa couleur rouge caractéristique (contrairement au Sea Skua qui était souvent blanc), était plus petit, plus fin, plus léger et doté d'un système de guidage différent. Mais contrairement au missile britannique, il ne pouvait être guidé que par un seul radar, l'Agrion 15, ce qui limita ses chances d'adaptation. Les deux missiles furent également proposés comme missiles mer-mer, mais sans réel succès non plus, la marine koweïtienne ayant été la seule utilisatrice d'un des deux missiles dans ce rôle, en employant des Sea Skuas à bord de ses huit navires d'attaque rapides CMN P 37 BRL (classe Umm Al Maradem).
Le Sea Skua présentait également l'avantage d'être déjà en service dans la marine anglaise, alors que l'AS 15 TT n'avait jamais été intégré à la marine française. Ce dernier a toutefois été vendu dans trois pays (neuf pour le Sea Skua), comme équipement d'un hélicoptère largement exporté, l'Aérospatiale SA365N Dauphin/AS565 Panther.

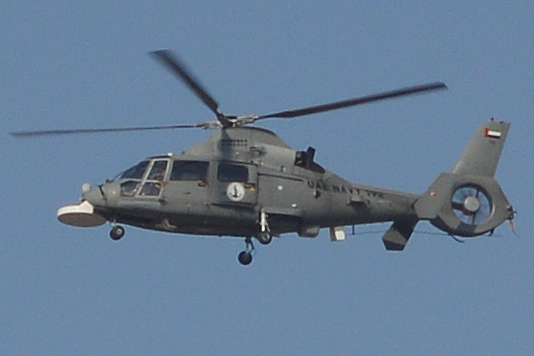
Un AS.565SB Panther des forces armées émiriennes, équipé d'un radar Agrion 15.

### Utilisation au combat
Après l'invasion du Koweït, la Marine royale saoudienne participa à la destruction durant la guerre du Golfe de la flotte irakienne , effectuée par la coalition entre le 18 janvier et le 20 février 1991,. Les 29 et 30 janvier 1991, durant la bataille de Khafji et son pendant naval, la bataille au large de Bubiyan, un hélicoptère AS565 Panther SA visa deux navires de classe Swari 4 près de l'île de d’Umm al Maradi, coulant le premier et laissant l'autre en feu, trois navires de soutien étant peu de temps après désemparés par de nouveaux tirs. Deux autres engagements eurent lieu en février par de très mauvaises conditions météorologiques. Un total de quinze missiles fut tiré sur l'ensemble de ces combats.

## Utilisateurs

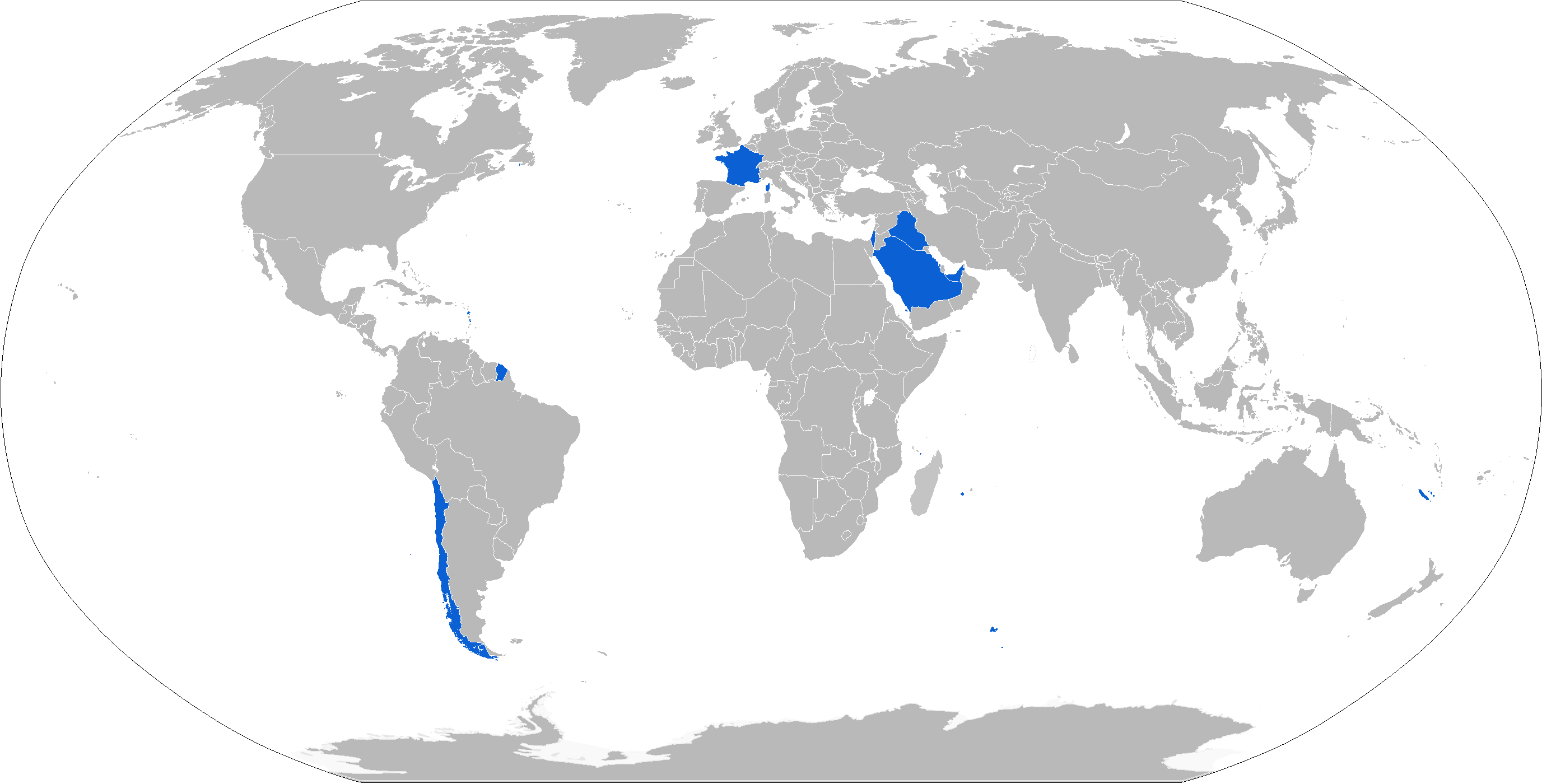
Localisation des utilisateurs en bleu.

- France : Le missile n'a jamais été admis en service opérationnel en France. Il n'a été acheté qu'à 32 exemplaires par la marine nationale à des fins de tests[1] ;
- Arabie saoudite : Employés par des hélicoptères AS565 Panther basés sur les frégates de classe Al-Madinah et à terre. Commande initiale de 221 missiles en 1988, pour un total reçu de 254[7] ;
- Irak : Six SA365N/FF Dauphin sont commandés en 1989 avec les exemplaires d'AS 15 TT associés, le contrat est annulé à la suite de la guerre du Golfe[8] ;
- Émirats arabes unis : Commande passée en 1994 afin d'équiper 7 hélicoptères AS565 Panther[9] ;